# Guadalupe: Madre de la Humanidad
Guadalupe: Madre de la Humanidad es una película religiosa española de docudrama dirigida por Andrés Garrigó y Pablo Moreno; Garrigó también coescribió el guion junto a Josepmaria Anglés, Javier Ramírez y Josemaría Muñoz. La película cuenta con las apariciones de Alejandro Márquez, Pepe Vázquez, Karyme Lozano, Angélica Chong, Mario Alberto Hernández, Emilio Linder y Pedro Rodríguez. Tiene previsto su estreno en cines españoles para el 1 de marzo de 2024, con distribución de European Dreams Factory.

## Trama
El documental se centra en analizar las apariciones de la Virgen de Guadalupe en 1531, explorando su influencia en la vida de muchas personas en la actualidad. También incluye recreaciones de las cinco apariciones de la Virgen.

## Reparto e intervenciones
- Alejandro Márquez
- Pepe Vázquez
- Karyme Lozano
- Angélica Chong como la Virgen de Guadalupe[3]
- Mario Alberto Hernández como Juan Diego[3]
- Emilio Linder
- Pedro Rodríguez

## Producción
En junio de 2023, se anunció que el rodaje de un documental cristiano sobre las apariciones de la Virgen de Guadalupe en 1531, Guadalupe: Madre de la Humanidad, estaba teniendo lugar en México, España, Estados Unidos y Alemania, bajo la dirección de Andrés Garrigó y con recreaciones ficticias basadas en la narración Nican mopohua y dirigidas por Pablo Moreno. Angélica Chong fue escogida para interpretar a la Virgen de Guadalupe, mientras que la actriz mexicana Karyme Lozano fue confirmada como la presentadora del documental y el también actor Mario Alberto Hernández también aparecería en las recreaciones del documental. El rodaje del documental finalizó en septiembre de 2023. Para poder completar la producción de la película, el equipo organizó una campaña de micromecenazgo, mediante la cual recaudó €195,000 euros.

## Lanzamiento y marketing
En noviembre de 2023, la productora Goya Producciones anunció que Guadalupe: Madre de la Humanidad se estrenaría en cines de México y América en febrero de 2024, antes de su llegada a cines españoles el 1 de marzo de 2024. En diciembre de 2023, la distribuidora española de la película, European Dreams Factory lanzó el tráiler de la película.

## Recepción

### Taquilla
En su primera semana, Guadalupe: Madre de la Humanidad se estrenó en 79 cines, coincidiendo principalmente con los estrenos de Dune: Parte dos y Dream Scenario, entre otras cintas.

### Crítica
Guadalupe: Madre de la Humanidad ha recibido críticas generalmente positivas por parte de los críticos. Pablo de Santiago de deCine21 le dio al documental un 6 de 10, categorizándolo como "estimable" y de la parte ficcionada de Pablo Moreno dijo que "aunque puedan sorprender su lenguaje y sus vivos colores [...] resulta por momentos conmovedor", concluyendo finalmente que "gustará por supuesto a los cristianos [...] pero también supone un testimonio poderoso para todos los hombres y mujeres de buena voluntad". Jerónimo José Martín de Aceprensa le dio a la película un 7 de 10, elogiando las recreaciones de Moreno como "bien ambientadas e interpretadas con frescura" y diciendo de la parte documental que Andrés Garrigó "dosifica a buen ritmo" el material del documental "[para] ofrece[r] así una visión poliédrica del fenómeno de fe y amor generado por la Virgen de Guadalupe". Juana Samanes de La Tribuna de Ciudad Real le dio a la cinta dos estrellas y media de cinco, describiéndola como "la película más completa sobre las apariciones de la Virgen de Guadalupe y lo que ha supuesto su devoción en la vida de millones de personas", aunque también fue crítica con las explicaciones de Karyme Lozano como "innecesarias y algo machaconas" y describió sus efectos visuales como "demasiado simples", como consecuencia del bajo presupuesto de la cinta. Pedro de Frutos de El Ónfalos le dio a la cinta un 6 de 10, describiendo su exposición como "muy válida" y sus imágenes como "llenas de color y hermanadas con el folclore local", aunque fue mixto con su segunda parte como "la parte menos valiosa artísticamente, pero de mayor interés militante".
Las publicaciones religiosas también fueron positivas con la película. Grazie Pozo Christie de Angelus en Español describió la cinta como "una obra de arte convincente y conmovedora" y "muy actual". El crítico de cine Juan Orellana le dio a la cinta tres estrellas de cinco, declarando que "retoma la fórmula empleada eficazmente en otras producciones [de Garrigó]" y que "informa y conmueve, y sobre todo plasma una imponente realidad que nos es demasiado desconocida".